# Koto Rayo
Koto Rayo is een bestuurslaag in het regentschap Merangin van de provincie Jambi, Indonesië. Koto Rayo telt 1444 inwoners (volkstelling 2010).